# المجحفة (تبن)

تعديل مصدري - تعديل

المجحفة هي إحدى قرى عزلة الحوطة بمديرية تبن التابعة لمحافظة لحج، بلغ تعداد سكانها 2754 نسمة حسب تعداد اليمن لعام 2004.